# Liste der Naturdenkmale in Glees
Die Liste der Naturdenkmale in Glees nennt die im Gemeindegebiet von Glees ausgewiesenen Naturdenkmale (Stand 14. Februar 2024).

## Naturdenkmale
| Nr.         | Bezeichnung              | Lage                                                    | Beschreibung    | Bild                                    |
| ----------- | ------------------------ | ------------------------------------------------------- | --------------- | --------------------------------------- |
| ND-7131-384 | Traubeneiche Maria Laach | Maria Laach, nördlich der Abteikirche an der L 113 Lage | Quercus petraea | Direkt Bild zu diesem Denkmal hochladen |